# Мохтик
Мохтик — река в Ханты-Мансийском АО России. Устье реки находится в 68 км по левому берегу реки Соснинский Ёган. Длина реки составляет 33 км. Приток — Верхний Саим.

## Данные водного реестра
По данным государственного водного реестра России относится к Верхнеобскому бассейновому округу, водохозяйственный участок реки — Обь от впадения реки Васюган до впадения реки Вах, речной подбассейн реки — Васюган. Речной бассейн реки — (Верхняя) Обь до впадения Иртыша.